# WZ Голубя
WZ Голубя (лат. WZ Columbae), HD 38170 — двойная звезда в созвездии Голубя на расстоянии приблизительно 365 световых лет (около 112 парсек) от Солнца. Звёздная величина диапазона Hp звезды — от +5,29m до +5,27m. Возраст звезды определён как около 429 млн лет*.

## Характеристики
Первый компонент — бело-голубая пульсирующая переменная звезда (LPB:) или вращающаяся переменная звезда типа Альфы² Гончих Псов (ACV)* спектрального класса B9p, или B9, или B9-9,5V, или B9,5V. Масса — около 2,676 солнечной, радиус — около 3,463 солнечного, светимость — около 87,096 солнечной. Эффективная температура — около 9470 K*.
Второй компонент — коричневый карлик. Масса — около 23,53 юпитерианской. Удалён в среднем на 2,282 а.е..